# Cheloninae
Cheloninae zijn een onderfamilie van vliesvleugeligen uit de familie schildwespen (Braconidae).

## Geslachten
- Ascogaster Wesmael, 1835
- Austroascogaster Kittel and Austin, 2014
- Chelonus Panzer, 1806
- Dentigaster Zettel, 1990
- Diodontogaster Brues, 1933
- Eobracon Cockerell, 1920
- Huseyinia Koçak and Kemal, 2008
- Leptochelonus Zettel, 1990
- Leptodrepana Shaw, 1990
- Megascogaster Baker, 1926
- Odontosphaeropyx Cameron, 1910
- Phanaustrotoma Kittel and Austin, 2014
- Phanerotoma Wesmael, 1838
- Phanerotomella Szépligeti, 1900
- Phanerotomoides Zettel, 1990
- Pseudophanerotoma Zettel, 1990
- Siniphanerotomella He et al., 1994
- Wushenia Zettel, 1990
- Tribus Adeliini[2]
  - Adelius Haliday, 1834
  - Paradelius de Saeger, 1942
  - Sinadelius He and Chen, 2000
  - Sculptomyriola Belokobylskij, 1988